# Duguetia restingae
Duguetia restingae este o specie de plante angiosperme din genul Duguetia, familia Annonaceae, descrisă de Paulus Johannes Maria Maas. Conform Catalogue of Life specia Duguetia restingae nu are subspecii cunoscute.